# Jan Pienkowski Haunted House
Jan Pienkowski Haunted House (ook wel Haunted House) is een videospel dat werd ontwikkeld door Media Station en uitgegeven door Philips Interactive Media. Het spel kwam in 1997 uit voor de Philips CD-i, Macintosh en Microsoft Windows. Het spel is gebaseerd op het gelijknamige boek van Jan Pieńkowski. De spel speelt zich af in een huis vol moet vreemde wezens, zoals een beest in de kast, een octopus in de gootsteen, een krokodil in bad en in elke kamer kijkt een kat. Het spel heeft puzzels en een kaart waarmee snel gereisd kan worden.

## Platforms
| Platform  | Jaar |
| --------- | ---- |
| CD-i      | 1997 |
| Macintosh | 1997 |
| Windows   | 1997 |